# Scopula preumenes
Scopula preumenes är en fjärilsart som beskrevs av Louis Beethoven Prout 1938. Scopula preumenes ingår i släktet Scopula och familjen mätare. Inga underarter finns listade.